# وینووو
وینووو (به ایتالیایی: Vinovo) یک کومونه در ایتالیا است که در استان تورین واقع شده‌است.

## خصوصیات
وینووو ۱۷٫۷ کیلومترمربع مساحت و ۱۴٬۶۲۸ نفر جمعیت دارد و ۲۲۰ متر بالاتر از سطح دریا واقع شده‌است.

## خواهرخوانده
شهرهای لوکه و کاسالبوره خواهرخوانده‌های وینووو هستند.